# Michel Ries
Michel Ries (* 11. März 1998 in Luxemburg) ist ein luxemburgischer Radrennfahrer.

## Sportlicher Werdegang
Von 2018 bis 2019 fuhr Ries für das Kometa Cycling Team. Im zweiten Jahr für das Team erzielte er mit einem Etappengewinn beim Giro della Valle d’Aosta seinen bisher einzigen Erfolg bei einem UCI-Rennen. Bereits in der Saison 2018 hatte er die Möglichkeit, als Stagiaire für Trek-Segafredo zu fahren. Jedoch erhielt er erst zur Saison 2020 einen Vertrag für das UCI WorldTeam. Mit der Vuelta a España 2020 nahm er erstmals an einer Grand Tour teil und beendete diese auf Platz 60 der Gesamtwertung. Zudem wurde er luxemburgischer U23-Meister im Einzelzeitfahren. Bei den Olympischen Sommerspielen 2020 in Tokio belegte er den 73. Platz im Straßenrennen.
Nach zwei Jahren bei Trek-Segafredo wechselte Ries zur Saison 2022 zum französischen Team Arkéa-Samsic. Für sein neues Team blieb er bisher (Stand 2024) ohne zählbaren Erfolg.

## Erfolge
2016
- Luxemburgischer Meister – Einzelzeitfahren (Junioren)
- Luxemburgischer Meister – Straßenrennen (Junioren)
- Bergwertung Trofeo Karlsberg

2019
- eine Etappe Giro della Valle d’Aosta

2020
- Luxemburgischer Meister – Einzelzeitfahren (U23)

## Grand-Tour-Platzierungen
| Grand Tour            | 2020 | 2021 | 2022 | 2023 | 2024 | 2025 |
| --------------------- | ---- | ---- | ---- | ---- | ---- | ---- |
| Giro d’ItaliaGiro     | –    | –    | –    | 86   | 25   | DNF  |
| Tour de FranceTour    | –    | –    | –    | –    | –    | …    |
| Vuelta a EspañaVuelta | 60   | –    | –    | 66   | DNF  | …    |